# Parafia Matki Bożej Anielskiej w Starej Wsi
Parafia Matki Bożej Anielskiej w Starej Wsi – parafia rzymskokatolicka należąca do dekanatu Otwock-Kresy diecezji warszawsko-praskiej, metropolii warszawskiej. 
W parafii posługują księża diecezjalni. Od 22 czerwca 1995 roku proboszczem parafii jest ks. Krzysztof Michał Cąkała, budowniczy kościoła i plebanii. 

## Zasięg parafii
Do parafii należą wierni z następujących miejscowości: Dąbrówka (część), Dyzin, Glina, Jatne (tylko Janowice), Okoły, Samuszyn, Stara Wieś.